# فوك دراشكوفيتش
فوك دراشكوفيتش (بالسيريلية الصربية: Вук Драшковић) (و. 1946 – م) هو كاتب، وصحفي، وسياسي، وروائي من صربيا، جمهورية يوغسلافيا الاشتراكية الاتحادية، جمهورية صربيا والجبل الأسود .

## التعليم
تعلم في كلية الحقوق بجامعة بلغراد.

## روابط خارجية
- فوك دراشكوفيتش على موقع IMDb (الإنجليزية)
- فوك دراشكوفيتش على موقع مونزينجر (الألمانية)
- فوك دراشكوفيتش على موقع قاعدة بيانات الفيلم (الإنجليزية)

## أعمال أدبية
- القاضي (1981)
- سكين (1982)
- صلاة (1985)
- صلاة 2 (1986)
- أجوبة (1986)
- القنصل الروسي (1988)